# A Tax on Bachelors
A Tax on Bachelors è un cortometraggio muto del 1909.

## Produzione
Il film fu prodotto dalla Vitagraph Company of America.

## Distribuzione
Distribuito dalla Vitagraph Company of America, il film - un cortometraggio di 93 metri - uscì nelle sale cinematografiche statunitensi il 13 aprile 1909.
Nelle proiezioni, veniva programmato con il sistema dello split reel, accorpato in un'unica bobina con un altro cortometraggio prodotto dalla Vitagraph, A Marriage of Convenience.